# الدوري الفلسطيني الممتاز لقطاع غزة 1983–84
الدوري الفلسطيني الممتاز لقطاع غزة 1983–84 هي النسخة الثانية من بطولة دوري غزة وتوج بها خدمات الشاطئ .

## نتائج الموسم
وبعد انتهاء بطولة الدوري التصنيفي وتحديد الدرجات، أقيمت أول بطولة دوري للدرجتين الممتازة والأولى في موسم (1983/1984)، حيث حصل نادي الشاطئ على لقب بطولة الدرجة الممتازة، بفارق الأهداف عن فريق غزة الرياضي وشباب رفح، اللذين كان لتعادلهما دور كبير في إهداء البطولة للشاطئ، بعد فوزه في آخر مبارياته على الشجاعية (2/0) بقيادة المدرب نمر أبو المعزة.